# 松岡大起
松岡大起（2001年6月1日—），日本足球運動員，現時被日乙球隊清水心跳外借至巴西足球乙级联赛球隊诺沃里佐迪诺，司職中場。

## 俱樂部生涯
松冈大起在熊本县出生，鸟栖砂岩青训出身，2021赛季日职联赛出场了21场比赛，是鸟栖的主力后腰。
2019年6月1日，鸟栖砂岩U18梯队所属的松冈大起选手正式升入至鸟栖砂岩一线队。这也是鸟栖砂岩队史上第一位高中在读学生进入一线队的球员。
清水心跳从鸟栖沙岩通过转会获得了中场球员松冈大起。
松冈大起租借加盟巴西足球乙级联赛球队诺沃里佐迪诺，租借期限2023年3月22日～2023年11月30日。

## 國家隊生涯
日本足协29日宣布，由于前锋久保建英受伤，将不参加U-20日本国奥队在冲绳的集训。并召集了鸟栖沙岩U18的中场松冈大起代替。 
鸟栖砂岩球员松冈大起帮助日本U22国家队获得土伦杯亚军。
由于旗手怜央和前田大然不参加日本与乌兹别克的友谊赛，松冈大起递补入选，生涯首次入选日本国家队。

## 外部連結
- Profile at Shimizu S-Pulse （页面存档备份，存于）